# Tambovski upor
Tambovski upor 1920–1921 je bil eden največjih in najbolj organiziranih kmečkih uporov, ki so izzvali boljševiško vlado med rusko državljansko vojno. Vstaja je potekala na ozemlju sodobne Tambovske oblasti in dela Voroneške oblasti, manj kot 300 milj jugovzhodno od Moskve.    
V sovjetskem zgodovinopisju je bil upor imenovan kot Antonovschina ("Antonov upor"), tako imenovan po Aleksandru Antonovu, nekdanjem uradniku Socialistične revolucionarne stranke, ki je nasprotoval vladi boljševikov. Upor se je začel avgusta 1920 z odporom proti prisilni zaplembi žita in se je razširil v gverilsko vojno proti Rdeči armadi, enotam Čeke in sovjetskim ruskim oblastem. Ocenjuje se, da je bilo med uporom vstaje aretiranih okoli 100.000 ljudi in okoli 15.000 pobitih. Rdeča armada je za boj proti kmetom uporabljala kemično orožje. Glavnina kmečke vojske je bila uničena poleti 1921, manjše skupine so se nadaljevale do naslednjega leta. Sovjeti so gibanje pozneje prikazali kot anarhično razbojništvo, podobno kot druga protiboljševiška gibanja, ki so jim v tem obdobju nasprotovala. 